# Familia Mikes
Mikes de Zabola este o familie nobiliară maghiară de origine secuiască din secolul al XVI-lea, originară din localitatea Zăbala, Covasna. 
Familia a apărut în rândurile politice din evul mediu cu ocazia Adunării Naționale de la Lutița în 1506. De atunci membrii familiei stăteau alături de Principialitatea Transilvană ca solzi (solul Transilvaniei la Veneția), generali sau cancelari cu mai multe ocazii în afacerile Prințului în secolele 16-17. În secolul al 17-lea MIKES Mihály a devenit comisarul teritoriului Trei Scaune și familia a luat parte în luptele pentru libertate de parte lui II. RÁKOCZI Ferenc.
Cele mai recente dezvoltări de pe domeniu au fost inițiate de contele MIKES Benedek (1819-1878) și mai târziu de contele MIKES Ármin (1868-1944). Cel din urmă a construit între anii 1910-12 Castelul Nou ca și birouri și casă de oaspeți.
Exil, prizonierat, tortură și deposedare au caracterizat istoria familiei. Doi frați (catolici) al familiei Mikes au ajuns și în literatura Maghiară după ce au răpit fiica unei renumite familii protestante în 1634. În urma faptei proprietățile familiei au fost confiscate. ("Özvegy és leánya" "Văduva și fiica ei" de KEMÉNY Zsigmond).
Perioada cea mai tristă a sosit în 1949 când în noaptea de 2 martie – Miercurea Cenușii – familiile nobile au fost adunate și evacuate în decursul a câteva ore de pe teritoriul întregii țări. Bărbații neîndurători au venit de nicăieri și au dat ordin ca nobilii să se împacheteze într-o valiză și să dispară de pe domeniu într-o jumătate de oră.

## Membri notabili
- Mihály Mikes (d. 1662), cancelarul Transilvaniei (1656–1660) În 1637 l-a ajutat pe fratele lui să o răpească pe iubita Sára TARNÓCZY de Királyfalva. Cei doi frați erau condamnați la moarte și bunurile lor erau confiscate următorul an. Mai târziu au fost grațiați și s-au reîntors la Zăbala. A devenit sol în Varșovia pentru a revendica coroana Poloniei în favoarea I. György RÁKOCZI. În 1652 a devenit membru al Curții Regale de Justiție.
- Mihály Mikes (soldat) (d. 1721), înnobilat ca baron (1693), apoi conte (1696), a devenit curuț după 1703. Era membru al Guvernului Transilvaniei.
- Contele Benedek MIKES, (1819-1878) era condamnat la moarte pentru că a pornit oști împotriva Monarhiei Habsburgice în 1848/49; a fugit din țară și a revenit la Zăbala după 12 ani prin Bulgaria, Geneva și Paris. După reîntoarcere a fondat glăjăriile de sticlă din Bixad și stațiunea balneoclimaterică Tușnad.
- Kelemen Mikes (1820–1849), general honvéd în Revoluția maghiară din 1848, ucis în asediul din Nagyszeben (Sibiu). A adunat un regiment împreună cu prietenul lui contele Gergely BETHLEN pentru a ajuta Revoluția din 1848-49. A devenit colonel de Huszar și a fost ucis la 29 de ani, în 1849 de primele focuri de tunuri ale armatei ruse în asediul Sibiului.
- Contele Ármin MIKES (1868-1944), industriaș. S-a însurat cu contesa Klementina BETHLEN, sora Primului-Ministru al Ungariei contele István BETHLEN.
- János Mikes (1876-1945), episcop de Szombathely /Steinamanger (1911-1936), figură crucială a taberei legitimiste, patron al artelor. El era primul episcop care l-a vizitat pe Papa la Vatican cu un avion în 1911. László ALMÁSY („Pacientul Englez” – din filmul de dragoste din 1996”) era secretarul lui personal înainte de a pleca în Africa.

### Din ramura Zágon
- Kelemen Mikes (1690–1761), eseist, scrib al lui Francisc al II-lea Rákóczi, a murit în exil

## Conace
- Budila
- Nagydebrek
- Marosujvár
- Florești, Cluj
- Sepsibükszad
- Uzon
- Zăbala
- Zágon